# حزب عمل اسلامی مصری
| حزب العمل المصری حزب عمل مصری | حزب العمل المصری حزب عمل مصری            |
| ----------------------------- | ---------------------------------------- |
|                               |                                          |
| دبیرکل                        | مجدی احمد حسین                           |
| بنیان‌گذار                     | ابراهیم شکری                             |
| تأسیس                         | ۱۹۷۸                                     |
| دفتر مرکزی                    | قاهره، مصر                               |
| ایدئولوژی                     | در ابتدا: سوسیالیسم اکنون: اسلام‌گرایی    |
| وب‌گاه                         | www.el-3amal.com                         |
| نشریه رسمی                    | روزنامه الشعب (توقیف شده) چاپ الکترونیکی |

حزب عمل اسلامی مصری یک حزب سیاسی مصری است که در سال ۱۹۷۸ با نام حزب عمل اشتراکی (سوسیالیستی) تأسیس شد و از اواخر دههٔ ۱۹۸۰ با یک تحول ایدئولوژیکی عمیق به یک حزب اسلام‌گرا تبدیل شد. فعالیت این حزب از سال ۲۰۰۰ در مصر ممنوع شده‌است.